# Nacionalna organizacija osoba sa invaliditetom Srbije
Nacionalna organizacija osoba sa invaliditetom Srbije (akronim NOOIS) je vodeća organizacija koja čuva interese preko 870.000 osoba sa invaliditetom i njihovih pravnih zastupnika uključenih u saveze organizacija osoba sa pojedinačnim vrstama invaliditeta, organizacije zakonskih zastupnika osoba sa invaliditetom i interesne organizacije koje okupljaju osobe sa različitim oblicima invaliditeta. Pri tom treba imati u vidu da, uloga Nacionalne organizacije nije da zameni pojedinačne organizacije osoba sa invaliditetom (Saveze i druge organizacije), već da se angažuje u zajedničkim akcijama, inicijativama i ređavanjim pitanja od opšteg interesa invalida Srbije.

## Istorija
Nacionalna organizacija osoba sa invaliditetom Srbije osnovana je 22. juna 2007. godine. sa njenim osnivanjem dotadašnja Zajednica invalidskih organizacija Srbije, kao neformalna mreža republičkih organizacija osoba sa invaliditetom, transformisana je u NOOIS, kao formalnu mrežu sa pravnim statusom, po uzoru na mnoge slične organizacije u Evropi.

## Cilj
Nacionalna organizacija osoba sa invaliditetom Srbije je osnovana ciljem da:
- predstavlja ujedinjeni pokret osoba sa invaliditetom Srbije,
- govori u ime većine osoba sa invaliditetom i njihovih pravnih zastupnika,
- predstavlja najvažniju političku snagu u zastupanju zajedničkih interesa i potreba invalida i zastupa interesa osoba sa invaliditetom u Srbiji,
- zaštiti i promoviše osnovna ljudska prava,
- unapredi položaja osoba sa invaliditetom kroz primenu nacionalnih strategija, zakona i politika u oblasti invalidnosti i reformu nacionalnog zakonodavstva,
- da se bori protiv predrasuda i diskriminacije osoba sa invaliditetom i puno učešće, ravnopavnost i socijalna uključenost,
- da jača saradnju među organizacijama-članicama Nacionalne organizacije i podrška razvoju njihovih pojedinačnih kapaciteta,
- da valorizuje međunarodnei evropske standarde, principe i dokumenata u oblasti invalidnosti i njihova primena u Srbiji,
- uspostavi i razvije saradnju i učešstvuje u radu u međunarodnom invalidskom pokretu.

## Organizacije (članice) NOOIS
Organizacije, koje su članice Nacionalne organizacije su:
1. Savez gluvih i nagluvih Srbije (130.000 članova, 44 organizacije-članice)
2. Savez slepih Srbije  (12.000 članova, 43 organizacije-članice)
3. Savez distrofičara Srbije (1.700 članova, 20 organizacija-članica)
4. Savez paraplegičara i kvadriplegičara Srbije (1.300 članova, 25 organizacija-članica)
5. Savez  MNRO Srbije (92.000 članova i članova porodica, 85 organizacija-članica)
6. Savez invalida rada Srbije (450.000 članova, oko 140 organizacija-članica)
7. Savez za cerebralnu i dečiju paralizu Srbije (3.923 članova, 54 organizacije-članice)
8. Društvo multiple skleroze Srbije (5.000 članova, 16 organizacija-članica)
9. Savez udruženja Srbije za za pomoć osobama sa autizmom (4.000 članova i članova porodica, 11 organizacija-članica)
10. Savez za pomoć osobama sa Daun sindromom (1.000 članova, 8 organizacija-članica)
11. Centar za samostalni život invalida Srbije (10 lokalnih Centara)
12. Savez organizacija amputiraca Srbije (2.336 člana članova, 15 organizacija)

## Spoljašnje veze
- Veb stranica NOOIS-a Архивирано на веб-сајту  (3. децембар 2020)